# Nysa (Amme)
Nysa (altgriechisch Νύσα Nýsa) ist in der griechischen Mythologie die Amme des Dionysos. Nach Diodor war sie eine Tochter des Aristaios, nach Apollonios von Rhodos dagegen war deren Name Makris.
Schon Homer nennt die Ammen des Dionysos auf dem „heiligen Berg Nyseion“, der homerische Hymnus berichtet von den Nymphen in den Tälern des Berges Nysa, die in einer Grotte den kleinen Dionysos ernähren. 
Bei Nonnos von Panopolis wird sie als Mitstreiterin des Dionysos auf seinem Zug nach Indien genannt.
Nach Arrian gründete Dionysos nach seinem Sieg über die Inder ihr zu Ehren eine Stadt in Indien.
Eine einzelne Amme mit Namen Nysa ist seit hellenistischer Zeit belegt. Ihre 8 Ellen hohe, einen Thyrsos haltende und mit Efeu bekränzte Sitzstatue wurde in der berühmten Prozession des Ptolemaios II. Philadelphos in Alexandria auf einem Wagen im Gefolge des Dionysos mitgeführt. Von einem inneren Mechanismus bewegt, erhob sie sich gelegentlich, um aus einer goldenen Schale Milch zu spenden.
Auf zwei antiken Denkmälern, einer attisch-schwarzfigurigen Vase des Malers Sophilos (um 580 v. Chr.) und einem Mosaik des 4. Jahrhunderts n. Chr. in Paphos (Zypern) wird eine Nymphe mit dem Namen „ΝΥΣΑ“ beigeschrieben, auf zahlreichen anderen Denkmälern ist sie aus dem Handlungskontext, der Übergabe, dem Baden oder dem Stillen des Dionysos zu erschließen.